# Макаревич Анна Мойсеївна
А́нна Мойсе́ївна Макаре́вич, до шлюбу Розенштейн, псевдонім — Кулішова (9 січня 1854 (28 грудня 1853), Сімферополь) — 29 грудня 1925, Мілан
) — українсько-італійська народниця, соціалістка, політична діячка, журналістка, анархофеміністка та письменниця.

## Життєпис
Народилася в Сімферополі у купецькій сім'ї.
Закінчила Сімферопольську губернську гімназію (навчалася разом з Андрієм Желябовим), потім вступила до Цюрихського політехнікуму; 1873 року через зв'язки зі членами гуртка братів Жебуньових повернулась зі Швейцарії до Одеси, з групою П. Макаревича 1875 року увійшла до складу гуртка «чайковців»; була обвинувачена в пропаганді серед робітників, але уникла арешту і тому не притягувалася по «процесу 193-х», де проходив і судився її перший чоловік П. Макаревич.
1877 року як народниця діяла в групі «південних бунтарів» Володимира Дебагорія-Мокрієвича в Києві й області, серед них були: Віра Засулич, Я. Стефанович, М. Фроленко та інші. Після арештів частини товаришів по Чигиринській справі виїхала до Парижа, де жила під псевдонімом Кулішова; у травні 1877 року арештовувалася в Парижі та Флоренції за участь в організації секції Інтернаціоналу, була вислана зі Франції.
Залучалася до діяльності емігрантських соціалістичних груп, зокрема, коли жила у Швейцарії під прізвищем другого чоловіка, соціаліста А. Коста; 1877 року в Женеві підписалася під статутом «Товариства допомоги політичним вигнанцям із Росії» поряд з підписами Михайла Драгоманова, П. Аксельрода, князя Петра Кропоткіна та інших. З 1885 року жила в Італії, 1890–91 років разом з чоловіком Філіппо Тураті заснувала журнал «Critica sociale», з 1892 року брала участь у заснуванні Партії італійських трудящих.
Померла в Мілані.